# Тед Дрейк
Тед Дрейк (англ. Ted Drake; 16 серпня 1912, Саутгемптон — 30 травня 1995, Лондон) — англійський футболіст, нападник. По завершенні ігрової кар'єри — футбольний тренер.
Як гравець насамперед відомий виступами за «Арсенал», а також національну збірну Англії. Входить до списку «100 легенд Футбольної ліги».

## Клубна кар'єра
Вихованець футбольної школи клубу «Вінчестер Сіті».
У дорослому футболі дебютував у червні 1931 року виступами за «Саутгемптон», в якому провів три сезони, взявши участь у 71 матчі чемпіонату.
В березні 1934 року перейшов за 6500 фунтів до лондонського «Арсенала», в якому відіграв наступні 11 сезонів. У складі «канонірів» був одним з головних бомбардирів команди, маючи середню результативність на рівні 0,74 гола за гру першості. За цей час двічі виборював титул чемпіона Англії та ставав володарем Кубка Англії.
Завершив професійну кар'єру футболіста виступами за «Арсенал» у 1945 році.

## Виступи за збірну

«Битва на Хайбері»: Еральдо Мондзельйо тримає за шию Теда Дрейка. 14 листопада 1934 року

1934 року дебютував в офіційних матчах у складі національної збірної Англії. Протягом кар'єри у національній команді, яка тривала 5 років, провів у формі головної команди країни лише 5 матчів, забивши 6 голів.

## Кар'єра тренера
Розпочав тренерську кар'єру невдовзі по завершенні кар'єри гравця, 1946 року, очоливши тренерський штаб клубу «Гендон».
Надалі очолював команду клубу «Редінг».
Останнім місцем тренерської роботи був клуб «Челсі», з яким Тед Дрейк працював протягом 1952—1961 років та ставав чемпіоном Англії.
Помер 30 травня 1995 року в Лондоні на 83 році життя.

## Титули та досягнення

### Як гравця
- Чемпіон Англії (2):

«Арсенал»: 1934-35, 1937-38
- Володар Кубка Англії (1):

«Арсенал»: 1935-36
- Володар Суперкубка Англії (2):

«Арсенал»: 1934, 1938

### Як тренера
- Чемпіон Англії (1):

«Челсі»: 1954-55
- Володар Суперкубка Англії (1):

«Челсі»: 1955